# Mercedes-Benz Arocs
Arocs ist die Bezeichnung für eine Lkw-Baureihe der Marke Mercedes-Benz der Daimler Truck AG. Zur Arocs-Baureihe gehören sämtliche Lastwagen und Sattelzugmaschinen für On- und Off-Road-Betrieb rund um den Bausektor.
Sie wurde als Nachfolger der Baustellenfahrzeuge der Baureihen Mercedes-Benz Axor und Mercedes-Benz Actros im Januar 2013 der Presse vorgestellt, die Publikumspremiere war auf der bauma 2013 in München.
Wie schon vorher der Actros für den Fernverkehr und der Antos für den Verteilerverkehr, wurde laut Hersteller auch die Arocs-Baureihe von vornherein auf ihr vorgesehenes Einsatzgebiet hin entwickelt, anstatt aus einer Baureihe Varianten für verschiedene Einsatzzwecke abzuleiten. Die Frontgestaltung lehnt sich an den Antos an, jedoch mit einer Kühlergrillgestaltung, die auch bei den Mercedes-Benz SUVs zum Einsatz kommt.
Mercedes hat seit 2015 alle Motoren für die Euro VI-Norm neu entwickelt. Die neuen Reihenmotoren decken einen Leistungsbereich von 240 kW (326 PS) bis 460 kW (625 PS) ab.

## Arocs SLT
Am 28. Januar 2014 wurden die neuen Schwerlasttransporter (SLT) Actros und Arocs präsentiert. Die sehr leistungsstarken Zugmaschinen gibt es als Serien- und Sondernutzfahrzeug. Beide LKW haben einen Reihensechszylindermotor vom Typ OM 473 mit 15,6 Liter Hubraum, der bis zu 460 kW (625 PS) leistet und ein maximales Drehmoment von 3.000 Newtonmeter (Nm) bei 1.100/min (Umdrehungen pro Minute) liefert. Ab 800/min gibt dieser Motor 2.500 Nm ab. Der weitere Drehmomentverlauf ähnelt einem Plateau. Außer dem Top-Motor mit 460 kW gibt es noch zwei kleinere Ausführungen mit 380 und 425 kW (517 sowie 578 PS). Alle Motoren erfüllen die Abgasstufe Euro VI, welche mit Hilfe eines SCR-Systems (selektive katalytische Reduktion) plus Partikelfilter realisiert wird.
Mit Hilfe einer hydrodynamischen Anfahrkupplung, die auch als Retarder genutzt werden kann, lassen sich Lastgewichte von maximal 250 Tonnen selbst an zehnprozentigen Steigungen beim Anfahren mehrmals hintereinander ziehen. Auch bei einem längeren Reversierbetrieb soll diese Turbo-Retarder-Kupplung problemlos durchhalten. Darüber hinaus wird der Retarder zur Bremsunterstützung genutzt. Die Motor-Bremsleistung (maximal 475 kW) und der Retarder erbringen zusammen eine Systembremsleistung von 720 kW. Hinzu kommt die Leistung der normalen Bremsanlage. Im normalen Fahrbetrieb sorgt eine Trockenkupplung für den notwendigen Kraftschluss, die sich im Retardergehäuse befindet und zur Hydraulik hin abgedichtet ist.

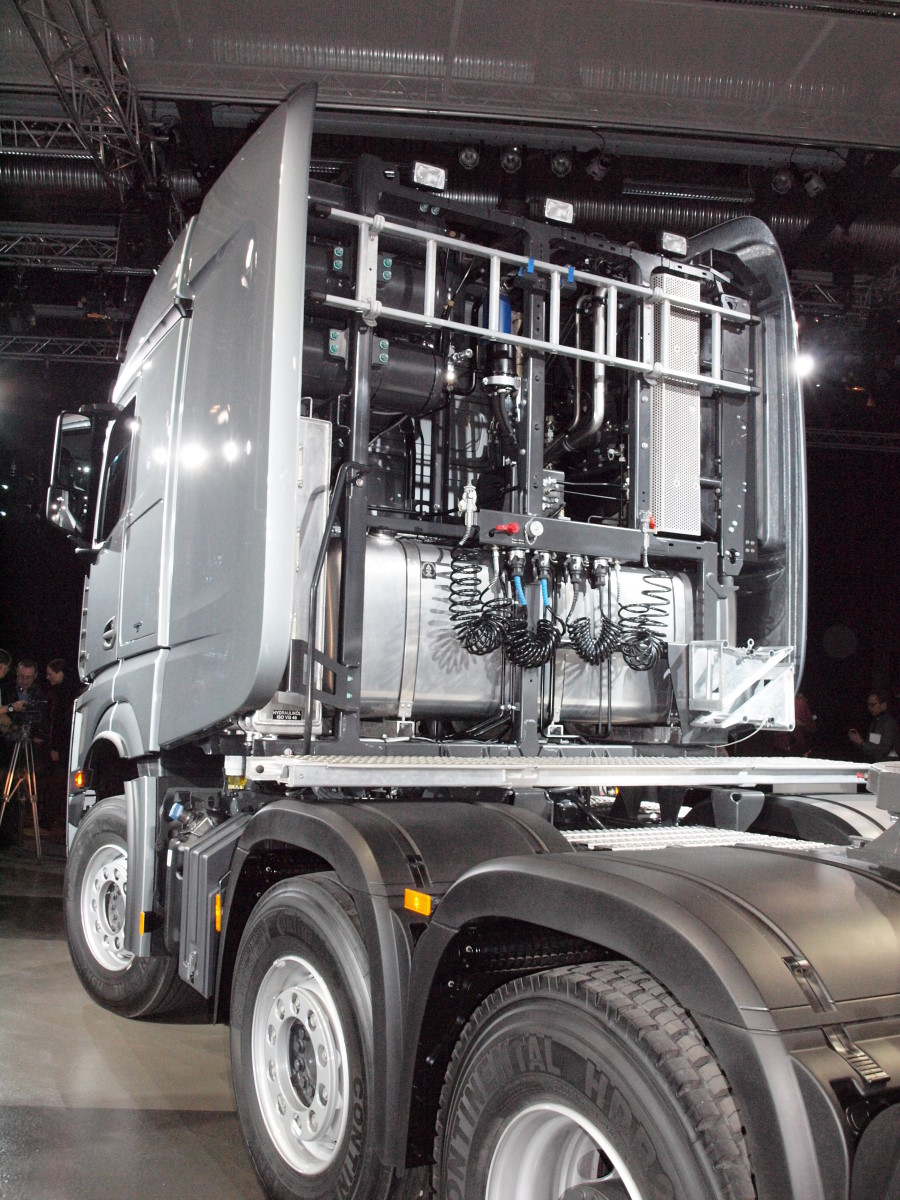
Kühlturm einer Arocs SLT Schwerlastzugmaschine

Direkt hinter dem Fahrerhaus (GigaSpace und BigSpace mit 2500 mm Breite) befindet sich der sogenannte Kühlturm. Dieser umfasst die Kühlanlage für Motor und Turbo-Retarder-Kupplung, die Hydraulikanlage (mit rund 150 Liter), den Druckluftkessel und den 900 Liter großen Diesel-Kraftstofftank. Direkt hinter dem Kühlturm, jedoch unten, seitlich am Rahmen, befindet sich der AdBlue-Tank mit 60 Liter (Arocs) oder 75 Liter (Actros) Volumen, die übereinander angeordneten Batterien sowie die Abgasanlage.
Die SLT gibt es in einer Vielzahl von Ausführungen vom Arocs SLT 6x4 und 8x4 bis hin zum Arocs SLT 8x8. Serienmäßig ist der Actros mit Luftfederung, der Arocs mit Stahlfederung lieferbar.